# Bjørn Arild Gram
Bjørn Arild Gram (født: 7. maj 1972 i Steinkjer i Nord-Trøndelag) er en norsk politiker fra Senterpartiet. Han har været forsvarsminister i Jonas Gahr Støres regering fra 12. april 2022. Han var tidligere kommunal- og distriktsminister i Gares regering fra 14. oktober 2021. Fra 2020 til 2021 var han ansat som bestyrelsesformand i kommunernes arbejdsgiver- og interesseorganisation KS, hvor han var næstformand i årene 2012-2020. Fra 2007 til 2020 var han borgmester i Steinkjer kommune.